# Central do Brasil
Central do Brasil è un film del 1998 diretto da Walter Salles e candidato nel 1999 al Premio Oscar per il miglior film straniero.

## Trama
A Rio de Janeiro, Dora Teixeira, un'insegnante in pensione che ha sviluppato un certo cinismo e una sostanziale freddezza verso gli altri, si mantiene scrivendo lettere per le persone analfabete, che però spesso truffa non spedendo le missive. Quando una sua cliente muore investita da un pullman, Dora si trova casualmente a dover ospitare il figlio di quest'ultima, il piccolo e tenace Josué. La donna, decisa a risolvere in modo sbrigativo la faccenda tramite un "amico" che lavora alla stazione, porta il bambino da lui affinché venga poi dato in affidamento a una famiglia straniera. Una volta lasciato il piccolo, però, viene a sapere dalla sua vicina Irene che l'affidamento è una copertura e che il bambino sta per finire nelle mani di un gruppo di trafficanti di organi. Dora riprende quindi con sé Josué e decide di partire con lui alla ricerca del padre del piccolo.
Ha così inizio un lungo viaggio in pullman nelle polverose deserte strade del Brasile, che li porterà a 1 000 km di distanza da Rio de Janeiro. Durante il viaggio, che è anche un viaggio nel passato della donna, il rapporto tra lei e il bambino, inizialmente venato di diffidenza reciproca, acquista intensità e dà coraggio a entrambi, rivelando sfumature inaspettate di tenerezza. Arrivati a casa del padre di Josué, i due scoprono che l'uomo ha venduto la casa ed è partito in cerca del suo figlio più piccolo, ovvero Josué. Dora riesce a far sì che Josué si ricongiunga infine con gli altri fratelli, due ragazzi che hanno ereditato la falegnameria del padre. La donna affida dunque il bambino alle cure di costoro, e si separa dal piccolo di nascosto all'alba. Dal pullman che la riporta a casa, per sempre trasformata dal viaggio che ha compiuto, scrive a Josué una struggente e memorabile lettera d'addio.

## Accoglienza
La redazione di Sentieri del cinema, accogliendo il film con il giudizio imperdibile, scrisse tra l'altro: « (...) un film realistico in superficie ma ricco di metafore e valori simbolici in profondità. Il viaggio in un Brasile vulcanico e magmatico, per nulla turistico, è l’occasione di un radicale cambiamento per i protagonisti che riscoprono il linguaggio dei sentimenti e la propria identità».

## Riconoscimenti
- 1998 - Internationale Filmfestspiele Berlin
  - Orso d'oro a Walter Salles
  - Migliore interpretazione femminile a Fernanda Montenegro
- 1999 - Premio Oscar
  - Candidato Miglior film straniero (Brasile)
  - Candidato per la Migliore attrice protagonista a Fernanda Montenegro
- 1999 - Golden Globe
  - Miglior film straniero (Brasile)
  - Candidato per la Migliore attrice in un film drammatico a Fernanda Montenegro
- 1999 - BAFTA
  - Miglior film straniero (Brasile)
- 1998 - National Board of Review Awards
  - Miglior film straniero (Brasile)
  - Miglior attrice a Fernanda Montenegro
- 1998 - Camerimage
  - Rana d'oro a Walter Carvalho